# The Friendly Indians

## Integrantes
The Friendly Indians es una banda originaria de Orange County integrada por 4 personas:
- Steve Franks: Voz y guitarra
- Tim Meltreger: Guitarra
- Gizzy Jackson: Guitarra
- Jason Barrett: Batería

Steve Franks es mayormente conocido por ser el escritor de la película Un papá genial, protagonizada por Adam Sandler, y de la serie Psych, protagonizada por James Roday y Dulé Hill, en la cual The Friendly Indians escribieron e interpretaron la banda de sonido.

## Historia
La banda ha realizado conciertos por todo el sur de California desde principios de los '90, ganando un grupo de seguidores y entraron entre los 5 conciertos más grandes de su Estado natal, Orange County. La banda ha actuado en diversos lugares como House of Blues The Roxy, The Coach House, el Teatro Galaxy , The Whiskey a Go Go, Linda’s Doll Hut, The Crooked Bar, Bogart’s, Club Mesa y The Gypsy Lounge.

## Discos
Han lanzado al mercado 3 CD: Su disco debut, Greetings...from Lake Dolores, Pure Genious y más recientemente, Tiny Badness. 
- Greetings...from Lake Dolores:

- - Tryin' to Get Over You
  - She Lies
  - Nowhere Town
  - Grim Grinning Ghosts
  - Stateline • Ever So Slowly
  - You Sometimes
  - If I Was Gay
  - Draggin' My Heels
  - The Jennifer Schubert Song
  - Pump Room

- Pure Genious:

- - Spin
  - Optimistic
  - It's a Gift
  - Great Mistake
  - Tumbleweed
  - Fat Tuesday
  - Acceptance Speech
  - Genius • Ken's Beard
  - Defeated
  - Chupacabras

- Tiny Badness:

- - The Best Man Lies
  - Fall Together
  - Just This Side of Insincere
  - Vancouver
  - If I Was Gay (live)

## Críticas
Todos sus álbumes fueron aclamados por Los Angeles Times y Orange County Register, quienes los enlistaron como uno de los mejores lanzamientos de la década.
- Datos: Q11704390